# Пакгауз

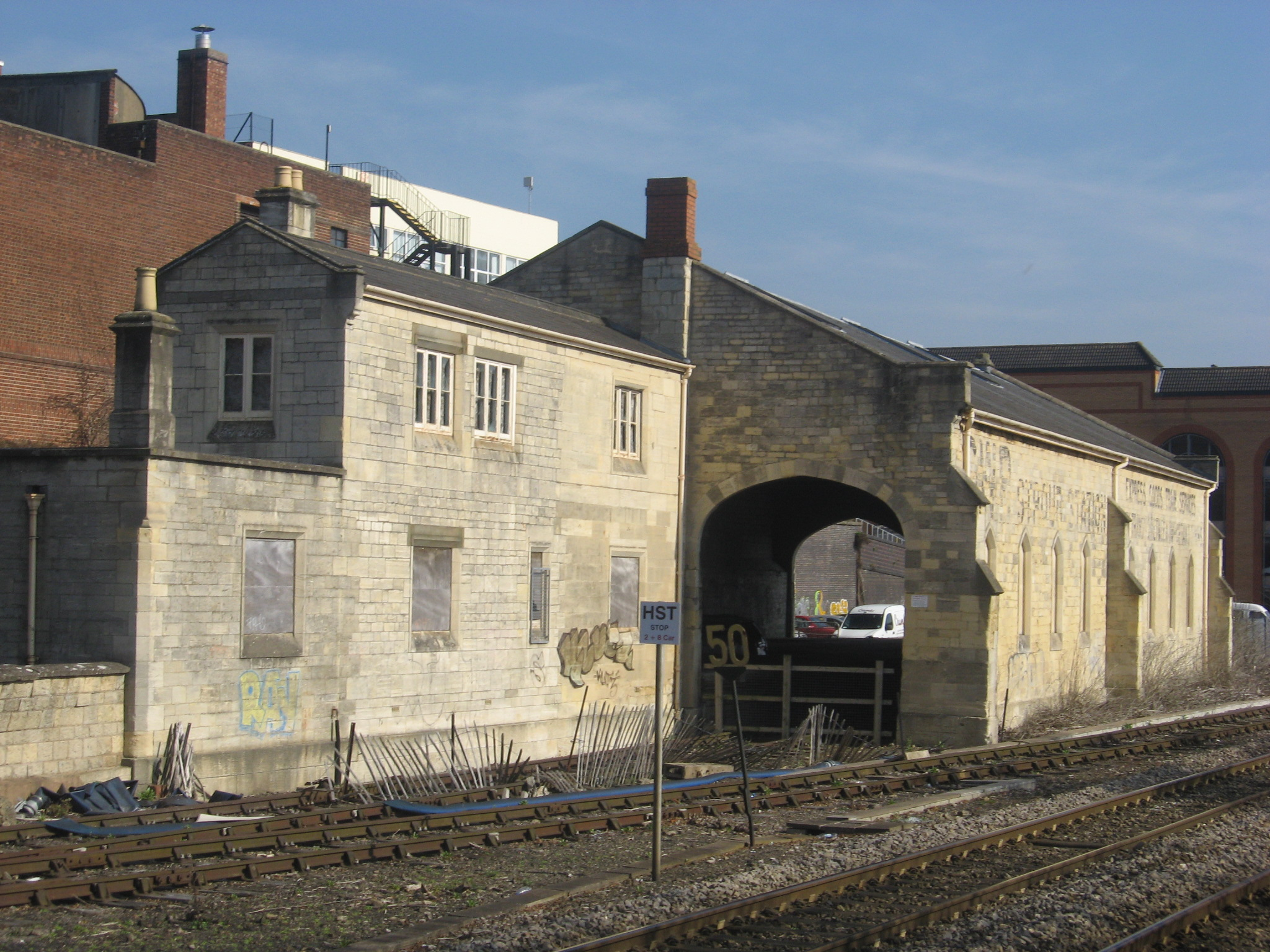
Колишній пакгауз у Страуді.

Пакга́уз (нім. Packhaus, від packen — укладати і Haus — приміщення) — закрите складське приміщення на залізничних станціях, при митницях тощо. Призначається для короткострокового зберігання вантажів.